# Araporã
Araporã là một đô thị thuộc bang Minas Gerais, Brasil. Đô thị này có diện tích 298,49 km², dân số năm 2007 là 6113 người, mật độ 20,1 người/km².